# Roche lobe
En Roche lobe er det rumfang omkring en stjerne i et dobbeltstjernesystem eller et flerstjernesystem, hvor stof indenfor Roche loben er bundet af gravitationens virkning fra den stjerne, som er nærmest stoffet.
I forbindelse med overførsel af masse mellem stjerner med kort indbyrdes afstand, er en Roche lobe et omtrentligt dråbeformet rumfang omkring – typisk en opsvulmet – stjerne i et dobbeltstjerne- eller et flerstjernesystem. Den er nogenlunde sfærisk i retning bort fra ledsagestjernen, men på grund af gensidig tiltrækning tilspidset i retning mod denne.
Hvis en stjerne overskrider sin Roche lobe, kan stof fra denne stjerne falde på ledsagestjernen, via en opsamlingsskive (engelsk: Accretion disk). For at dette kan ske, skal de to stjerner være så tæt på hinanden, at afstanden mellem dem højst er 1,22 gange den største stjernes diameter.
Stof kan overføres fra den stjerne, som har overskredet sin Roche lobe, til ledsagestjernen, hvis den overskridende stjerne udfylder sin Roche-grænse, og hvis spidsen af denne Roche-grænse passerer ud over Lagrange-punkt 1.